# 717

## أحداث
- 15 يوليو: بدء حصار القسطنطينية والذي استمر إلى 15 أغسطس 718.
- عمر بن عبد العزيزيتولَّى الخلافة خلفاً لإبن عمِّه سليمان بن عبد الملك.
- بدء الدعوة العباسية السريَّة على يد الإمام محمد بن علي العباسي.

## مواليد
- بادماسامبهافا

## وفيات
- وفاة الخليفة الأموي سليمان بن عبد الملك
- وفاة عبد الله بن محمد بن الحنفية
- أيوب بن سليمان